# Widowspeak
Widowspeak — инди-поп группа из Бруклина, Нью-Йорк, США. Является резидентом лейбла Captured Tracks. В состав группы входят гитарист и вокалист Молли Хэмильтон и гитарист Роберт Эрл Томас.

## История
Группа была образована в 2010 году Молли Томас и её другом Майклом Стасьяк, с которым она познакомилась Такоме, штат Вашингтон. Позже пара познакомилась с гитаристом Робертом Эрл Томасом, после чего начала совместно репетировать. В 2011 году группа выпустила дебютный альбом Widowspeak, который получил признание критиков. Сингл «Harsh Realm» прозвучал в эпизоде телесериала «Американская история ужасов». В 2012 году к группе присоединилась бас-гитарист Памела Гаравано-Кулбах для последующего участия в туре.
После продолжительного турне Майкл Стасьяк и Памела Гаравано-Кулбах покинули группу. В начале 2012 года группа начала работу над вторым альбомом, Almanac.
В 2013 году был выпущен третий альбом All Yours.

## Состав
- Молли Хэмильтон — вокал, ритм-гитара
- Роберт Эрл Томас — соло-гитара
- Уилли Мьюз — бас-гитара
- Джеймс Джано — ударные

## Дискография
Студийные альбомы
- Widowspeak (16 августа 2011, Captured Tracks)
- Almanac (22 января 2013, Captured Tracks)
- All Yours (28 января 2015, Captured Tracks)
- Expect the Best (25 августа 2017, Captured Tracks)
- Plum (28 августа 2020, Captured Tracks)[3]
- The Jacket (11 марта 2022)